# Implacable (Schiff, 1801)
HMS Implacable war ein zunächst französisches, dann britisches Kriegsschiff der Téméraire-Klasse. Es wurde trotz seiner Teilnahme an der Schlacht von Trafalgar 1949 im Ärmelkanal versenkt. Diese Versenkung wird heute als kulturhistorischer Verlust empfunden und als mahnendes Beispiel verwendet.

## Das Schiff
Den Namen  des französischen Admirals René Duguay-Trouin trug bereits vorher ein 1788 in Brest gebautes Schiff mit 74 Kanonen. Dieses wurde bei der Räumung von Toulon 1793 durch Brand so stark beschädigt, dass eine weitere Verwendung nicht möglich war. Aber das Wrack wurde erst 1807 beseitigt.
In Rochefort wurde die neue Duguay-Trouin nach einem Standardentwurf von 1782 von Jacques-Noël Sané (1740–1831) unter der Oberaufsicht von Chevalier de Borda gebaut. Nach diesem Plan sollten bis 1815 alle Zweidecker-Linienschiffe zu 74 Kanonen gebaut werden. Da alle Bauteile normiert waren, können alle französischen 74er-Linienschiffe dieser Zeit wegen der seriellen Fertigung als Schwesterschiffe angesprochen werden. Obwohl bereits seit 1793 in Bau, konnte am Rumpf erst 1798 weitergebaut werden und im Jahre 1800 erfolgte der Stapellauf.
Die für diese Zeit typische Kupferung des Unterwasserschiffes erhielt das Schiff erst nach seiner Rückkehr aus der Karibik.

## Geschichte

### In französischem Dienst
Mit dem Frieden von Amiens 1802 wurde die Blockade der französischen Häfen aufgehoben und ein Geschwader mit der Duguay-Trouin segelte mit Landungstruppen nach Haiti. Die Insel sollte nach einem Aufstand von Sklaven gegen Frankreich zurückerobert werden. Da Krankheiten die Besatzungen der Schiffe dezimierten und die großen Erfolge ausblieben, wurde das Schiff nach Europa zurückbeordert. Auf der Rückreise hatten sie und die begleitende Fregatte Guerriere (40 Kanonen) mehrfach bewaffnete Kontakte mit britischen Einheiten. Beide können im Hafen von La Coruna Schutz finden. Dort blieb das Schiff bis zum Eintreffen von Pierre de Villeneuves Flotte 1805.
Mit dem Eintreffen der Flotte aus Westindien wurden die in Ferrol und La Coruna liegenden neun spanischen und fünf französischen Linienschiffe in die Flotte eingegliedert und verließen am 13. August den Hafen mit Ziel Cádiz. Als Teil der Vorhut der französisch-spanischen Flotte konnte es in der Schlacht von Trafalgar der Eroberung durch die britische Flotte entgehen. Aber zusammen mit drei anderen Linienschiffen konnten sie sich nur bis zum 4. November dieser Eroberung entziehen. Im Gefecht bei Kap Ortegal musste die Duguay-Trouin die Flagge streichen.

### In britischem Dienst
Repariert und umbenannt in Implacable gehörte sie zu den wenigen eroberten Linienschiffen, die in der Royal Navy tatsächlich einen längeren aktiven Dienst versahen. Sie wurde dem Ostsee-Geschwader unter Admiral Saumarez zugeteilt und verblieb bis 1810 dort. In diesem Zeitraum wurde sie der verbündeten schwedischen Hochseeflotte zur Unterstützung zugeteilt und erzwang am 26. August 1808 nach hartem Kampf, zusammen mit dem ebenfalls britischen Linienschiff Centaur, dass die russische Vsevolod (74 Kanonen) die Flagge strich. Nach Reparaturen in Plymouth wurde sie ins Mittelmeer verlegt und gelangte erst 1812 wieder zurück.

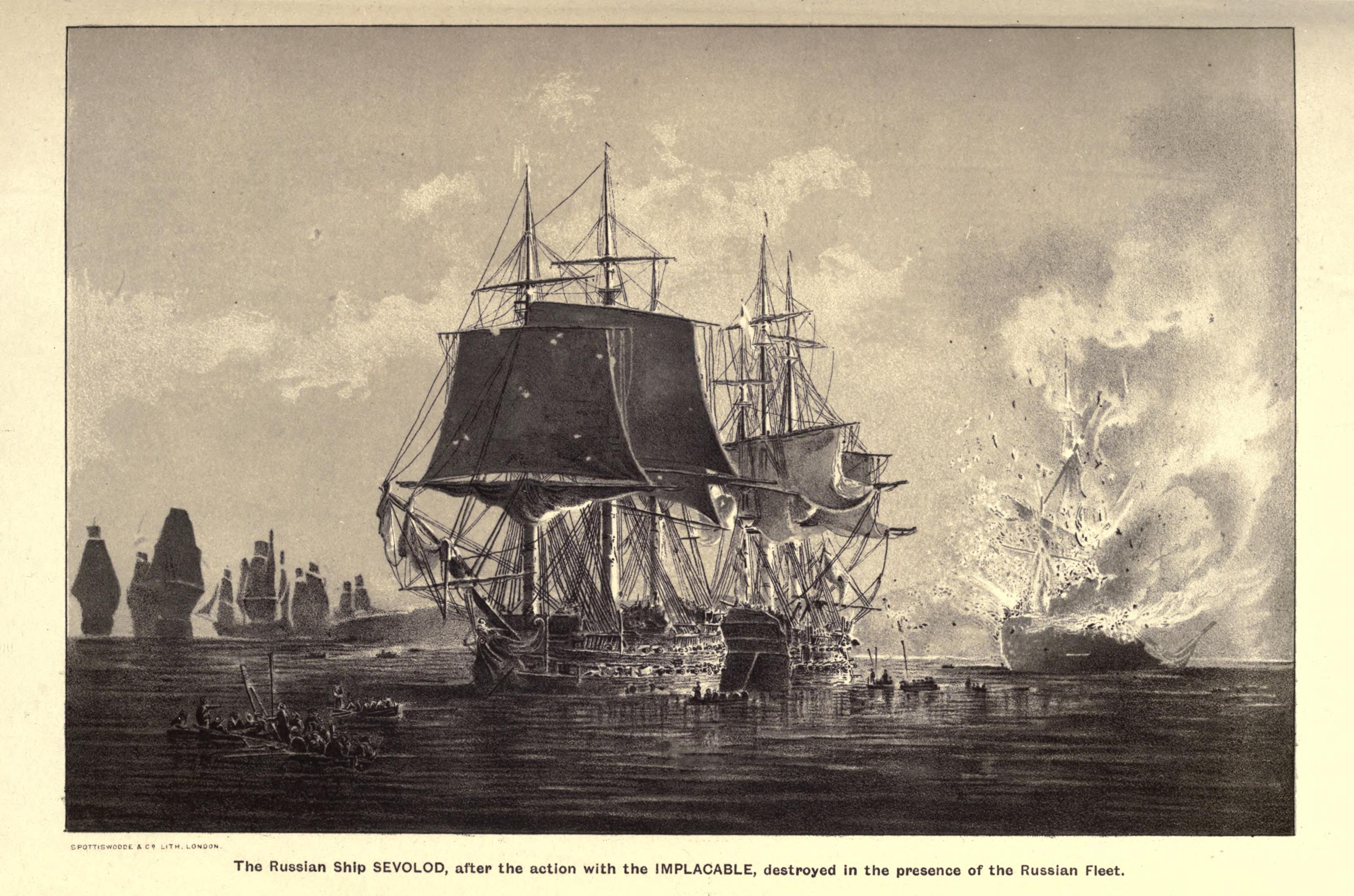
Verbrennen der russischen Vsevolod 1808

1836 wurde sie reaktiviert und wieder dem Mittelmeergeschwader auf Malta zugeteilt. Im Rahmen der Flottenbewegungen dort nahm sie an der Eroberung von Akkon 1840 und der Blockade von Alexandria teil. Nach der Rückkehr nach Devonport wurde das Schiff 1842 wieder außer Dienst gestellt. 1855 wurde es als Trainingsschiff verwendet und als solches 1860 als 24-Kanonen-Schiff gelistet (Rate). Zusammen mit der Trincomalee wurden beide 1871 zum Trainingsschiff Lion umbenannt.
Als die Royal Navy das Segeltraining 1902 als Ausbildungsteil einstellte, wurde auch die Lion ausgemustert und 1904 zum Verkauf bestimmt. Geoffrey Wheatly Cobb (1851–1931) bemühte sich um die Erhaltung des Schiffes. Trotz des 100-jährigen Jubiläums der Schlacht bei Trafalgar konnte er aber nicht genug finanzielle Unterstützung finden. 1912 schaffte er es deshalb lediglich, das Schiff auszuleihen und als Trainingsschiff nach Falmouth zu bringen. In den 1920er Jahren musste das Schiff zu umfangreichen Reparaturen ins Trockendock. Aber wieder reichte das Geld nicht für eine vollständige Erhaltung. Nach finanziellen und gesundheitlichen Schwierigkeiten Cobbs übernahm die Society for Nautical Research (SNR) die Leitung des „Implacable Committees“. Erst 1927 konnten die notwendigsten Arbeiten beendet werden und das Schiff nach Portsmouth verholt werden. Bei ihrem Einlaufen 1932 in Portsmouth wechselte sie mit der Victory Salutschüsse. Wieder mit der Trincomalee zusammen wurde es von der SNR als „Ferienschiff“ für Jungen und erstmals auch für Mädchen verwendet.
Mit Ausbruch des Krieges 1939 wurde sie als Kohlenhulk und Trainingsschiff aktiviert. Zum Kriegsende befand das Schiff sich in extrem schlechtem Erhaltungszustand. Obwohl sie wieder aus dem aktiven Dienst entlassen wurde, blieb sie Eigentum der Admiralität. Für die SNR galt aber die Victory mit ihrem deutlich besserem Zustand als wichtiger. Deshalb konnte man sich nicht entschließen, Initiativen zu starten, um die erforderliche halbe Million Pfund für Erhaltung, Rekonstruktion und Aufbereitung zum Museumsschiff aufzubringen. Deshalb veranlasste die Admiralität, die Implacable, ex Duguay-Trouin, aus dem Hafen zu schleppen und mit Sprengungen im Unterwasserbereich am 2. Dezember 1949 im Ärmelkanal zu versenken.

## Nachleben
Bevor das Schiff versenkt wurde, schenkte die Admiralität dem National Maritime Museum in Greenwich die Galionsfigur und die Heckverzierungen. Diese wurden aber erstmal eingelagert. Das Gangspill befindet sich heute im maritimen Museum Rochefort.
Mit der erfolgreichen Rettung der Cutty Sark in den 1950er Jahren durch erfolgreiche Spendenaktionen auf internationalem Terrain begann ein Umdenken im Umgang mit historischen Schiffen in der Öffentlichkeit. Durch personelle Überschneidungen mit dem ehemaligen „Implacable Committee“ wurden die negativen und erfolgreichen Erfahrungen im 1979 gegründeten „World Ship Trust“ vereint. Diese Vereinigung hat sich ein Symbol gegeben, das den Heckspiegel der Implacable und das Motto „Never again“ zeigt.